# 沙南縣 (沙河)
沙南縣，是中共政权于1941年設置的縣。
1939年，中共政权在沙河縣最東部與永年、南和交界處，設立「永、沙、南辦事處」，歸永年縣抗日政府領導。1941年秋設立「趙選縣」，不久改稱「沙南縣」，持續三、四個月，於1942年初撤銷。沙南縣抗日政府屬於冀南區第三專署管轄。